# Felice Pedronini

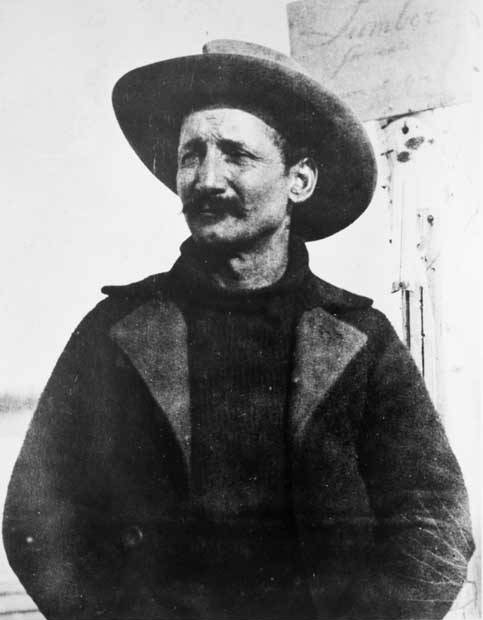
Felice Pedronini (alias Felix Pedro)

Felice Pedronini (* 16. April 1858 in Fanano, Herzogtum Modena und Reggio; † 22. Juli 1910 in Fairbanks, Alaska, USA), den Amerikanern besser bekannt unter seinem hispanisierten Namen Felix Pedro, war ein italienischer Einwanderer, dessen Entdeckung von Gold in der Region Alaska Interior den Beginn des Fairbanks Gold Rushs von 1902 markierte.

## Leben und Herkunft
Pedro wurde am 16. April 1858 als Sohn einer Familie von Subsistenzbauern in dem kleinen Dorf Trignano geboren, einer Fraktion der Gemeinde Fanano. Dieses Dorf liegt im toskanisch-emilianischen Apennin und gehört zur Provinz Modena. Er war der jüngste von sechs Brüdern. Pedroni floh 1881 nach dem Tod seines Vaters von zu Hause und emigrierte in die USA. Als er in New York City angekommen war, nahm er schnell den Namen Felix Pedro an. Von New York City reiste er über Ohio in den Bundesstaat Washington, dann in die kanadische Provinz British Columbia und von dort weiter in das Yukon (Territorium). Überall wo er konnte, arbeitete er soviel, bis er genug Geld verdient hatte, um weiter reisen zu können. In Alaska angekommen, suchte Pedro im Fortymile River, am Fluss Piledriver Slough (in der Nähe des heutigen Ortes Salcha) und an verschiedenen anderen Wasserwegen nach Gold, darunter auch am Lost Creek, in dem Pedro und sein Partner Tom Gilmore 1898 behaupteten, eine beträchtliche Menge Gold gefunden zu haben, die sie aber aufgrund von Nahrungsmittelknappheit aufgeben mussten. Obwohl sie die Stelle markierten und die nächsten drei Jahre danach suchten, gelang es ihnen nicht, sie wieder zu finden.

## Gold

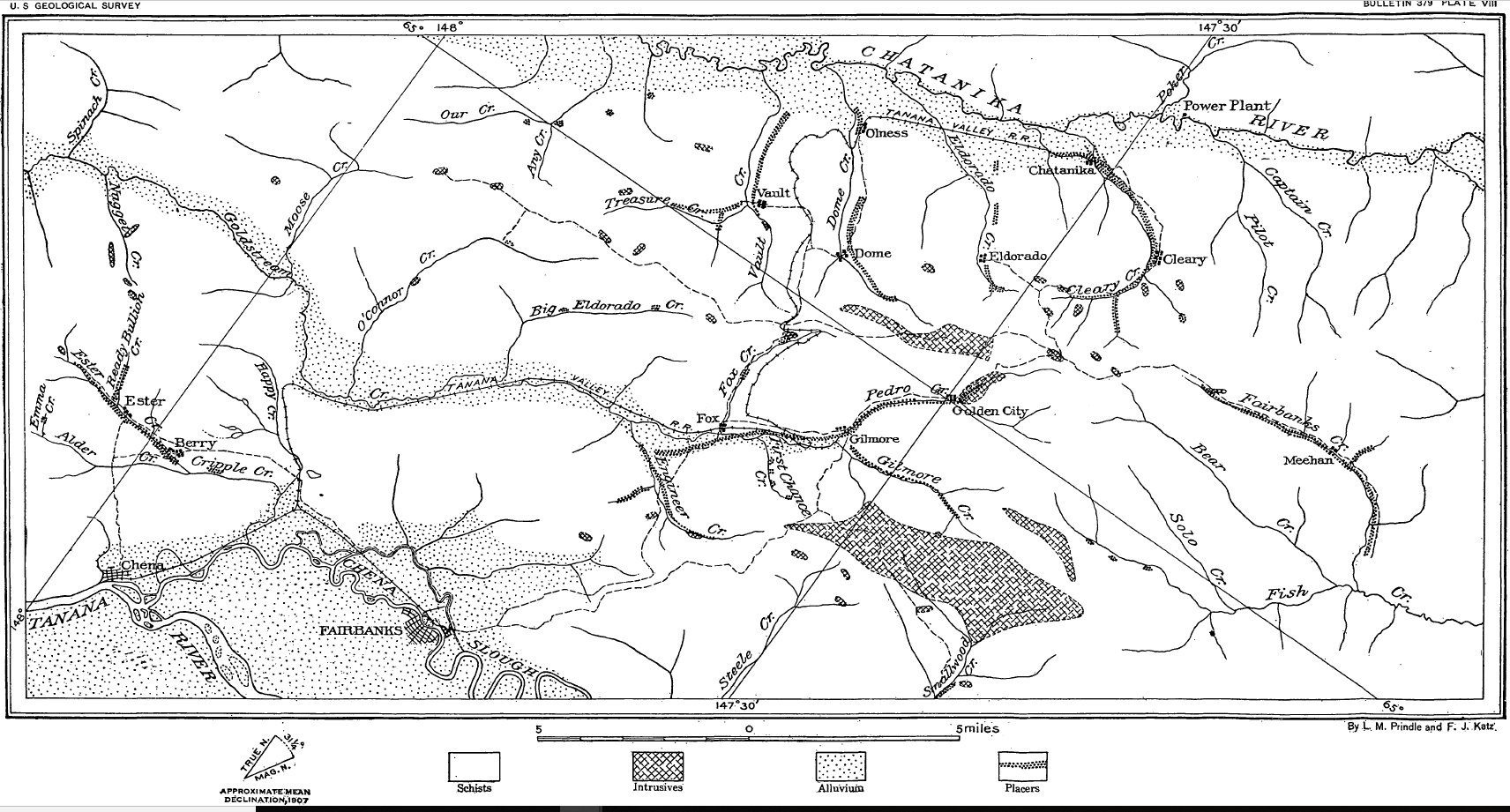
Geologische Karte des Fairbanks Distrikts

Am 26. August 1901 fuhr der Händler und Goldsucher Elbridge Truman Barnette (1863–1933) mit dem von Kapitän Charles W. Adams geführten Flussdampfer Lavelle Young den 13 km langen Chena River, einen Nebenfluss des Tanana River, hinauf, den sie mit einem Flussarm verwechselten, der es ihnen erlauben sollte, stromaufwärts die nicht schiffbaren Stromschnellen von Bates Rapids zu umgehen und zu ihrem beabsichtigten Ziel in Tanacross in Alaska zu bringen. Gemäß ihrer Vereinbarung wurden Barnette, seine Frau Isabelle, fünf angeheuerte Arbeiter und 130 Tonnen Vorräte am Flussufer entladen. Die Besatzung baute schnell zwei Blockhütten und eine Reihe von Zelten auf und errichtete den Handelsposten namens Chena City. Adams kehrte flussabwärts zurück und Barnette hatte nur Stunden später seine ersten Besucher. Pedro und Gilmore, die immer noch auf der Suche nach ihrem Lost Creek waren, saßen an einem nahe gelegenen Berghang und sahen die Rauchfahnen des abfahrenden Dampfschiffes. Beide gingen in das Lager, kauften Vorräte und zogen wieder nordwärts in die dortigen Hügel. Auf Antrag von James Wickersham wurde das Lager im März 1902 nach Senator Charles W. Fairbanks RI aus Indianapolis (Indiana) in Fairbanks umbenannt.

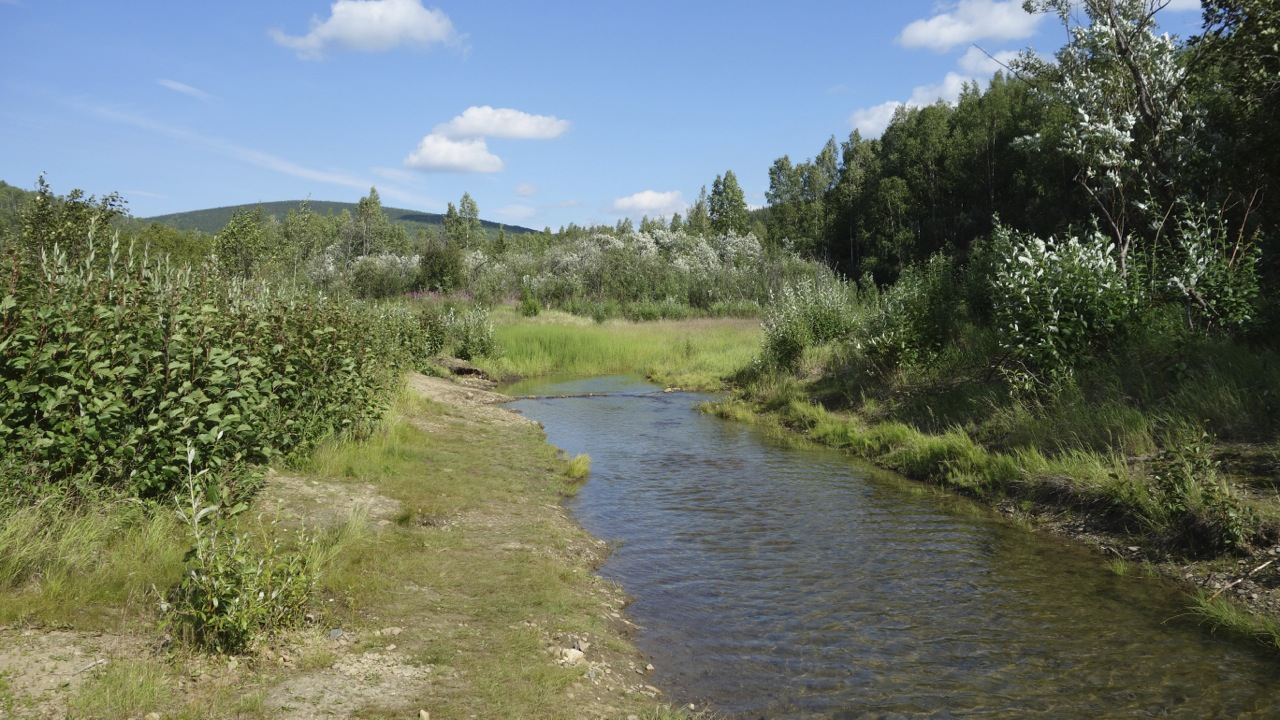
Pedro Creek in Tanana, Alaska. Nach den Goldfunden von Felix Pedro im Jahr 1902 nahm hier der Goldrausch von Alaska seinen Anfang.

Am oder um den 22. Juli 1902 entdeckte Felix Pedro Gold in den Tanana Hills nordöstlich von Fairbanks in einem kleinen, zu der Zeit unbenannten und heute als Pedro Creek bekannten Bach, was ihn dazu veranlasste, auszurufen: „Da ist Gold in den Hügeln dort“ und damit einen regelrechten Goldrausch auslöste.
Das Geschäft boomte für Barnette, aber er wollte mehr. Er sandte Briefe nach Dawson City, die dort mitten im Winter eintrafen und in den Dawson Daily News veröffentlicht am 3. Januar 1903 wurden. Dies löste einen Zustrom von über 1.000 weiteren Goldsuchern bei einer Temperatur von bis zu −47 °C aus. Die Bevölkerung in Fairbanks wuchs weiter und 1908 war sie bereits die größte Stadt Alaskas.

## Tod
Felix Pedro starb am 22. Juli 1910 im Alter von 52 Jahren im St. Joseph’s Hospital in Fairbanks (Alaska), angeblich an einem Herzinfarkt. Dies wurde jedoch von seinem Geschäftspartner Vincenzo Gambiani in Frage gestellt, der bestritt, dass Pedro an Herzproblemen litt und stattdessen Pedros Witwe Mary Doran verdächtigte, ein Foul Play begangen zu haben. Jahre später wurde Gambiani auf seinem eigenen Sterbebett erneut zum Tod von Pedro befragt. Unfähig zu sprechen, schrieb er nur zwei italienische Worte moglie-veleno (deutsch: Frauengift).
Pedros Leichnam wurde einbalsamiert und nach San Francisco verschifft und im nahe gelegenen Colma in Kalifornien, begraben. Am 12. Oktober 1972 wurde Pedros Leichnam gefunden, exhumiert und von Cortelloni Amato nach Italien überführt, wo eine Autopsie durchgeführt wurde und die Haarproben bestätigten Berichten zufolge die Schlussfolgerung, dass Pedroni ermordet worden ist. Seine sterblichen Überreste wurden im Anschluss auf einem kleinen Friedhof in Fanano wieder beigesetzt.

## Vermächtnis
1947 wurde bei Meile 16,1 des Steese Highway in der Nähe des Pedro Creek ein Felix-Pedro-Denkmal errichtet. Der Discovery Claim on Pedro Creek, sein ursprünglicher Claim-Standort, an dem sich der Marker befindet, ist im National Register of Historic Places aufgeführt.

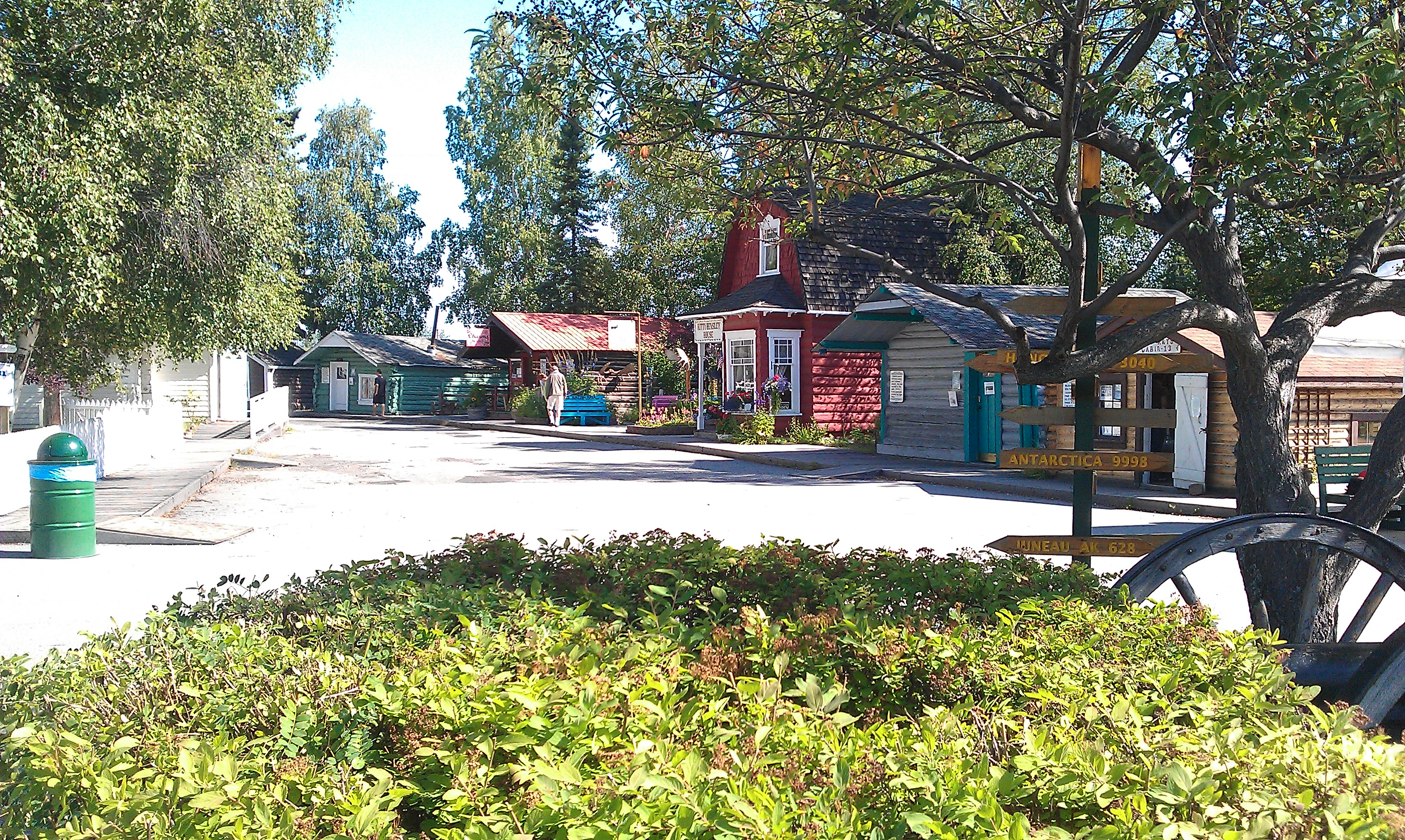
Pioneer Park in Fairbanks

Der Alaskaland-Park im Stadtzentrum von Fairbanks wurde 1967 zum 100. Jahrestag des Kaufs von Alaska eröffnet. Am 22. Juli 2002 jedoch wurde der Park am mutmaßlichen 100. Jahrestag von Pedros Goldfund (in Alaska als Felix Pedro Day bezeichnet), offiziell in Pioneer Park umbenannt. Das jährliche Golden Days-Festival des Pioneer Park umfasst einen Felix-Pedro-Ähnlichkeitswettbewerb. Ebenfalls an diesem Tag wurden die Stadt Fairbanks in Alaska und die italienische Gemeinde Fanano Partnerstädte.